# Badesangen
"Badesangen" er en sang skrevet af Trille, og i originaludgaven sunget af Ditte Dyrholm med Ole Fick på guitar.

## Oprindelse
Sangen er skrevet til en Børne-TV udsendelse om forholdsregler som børn bør tage når de bader, sendt første gang på DR d. 09-05-1976 kl.19:00-19:30 under titlen "Sådan bader vi".

## Tilgængelighed
Sangen er ikke udgivet kommercielt. Der findes mange debattråde i diverse fora, hvor det diskuteres hvor den er fra, hvornår den er fra, hvem der synger den, hvor man kan høre den etc. Denne artikel er oprettet for at give svar, men kan desværre ikke linke til selve sangen, da den ikke er offentligt tilgængelig.

## Sangteksten
Sangen er på 6 vers som alle handler hvad man skal gøre før, under eller efter man har badet i havet. Den mest kendte linje lyder: Gå altid ud i vandet med en voksen, en voksen